# Hadley (Massachusetts)
Hadley – miejscowość w USA, w stanie Massachusetts, w hrabstwie Hampshire.

## Religia
- Parafia Różańca Świętego